# Eleições legislativas portuguesas de 1995 no distrito de Portalegre
| Eleições legislativas portuguesas de 1995 Distritos: Aveiro \| Beja \| Braga \| Bragança \| Castelo Branco \| Coimbra \| Évora \| Faro \| Guarda \| Leiria \| Lisboa \| Portalegre \| Porto \| Santarém \| Setúbal \| Viana do Castelo \| Vila Real \| Viseu \| Açores \| Madeira \| Estrangeiro |

## Resultados por Concelho
Os resultados nos concelhos do Distrito de Portalegre foram os seguintes:

### Alter do Chão
| Partido                 | Partido                        | Votos | %               | +/-   |
| ----------------------- | ------------------------------ | ----- | --------------- | ----- |
|                         | Partido Socialista             | 1 194 | 42,16 / 100,00  | 15,47 |
|                         | Partido Social Democrata       | 713   | 25,18 / 100,00  | 15,44 |
|                         | Coligação Democrática Unitária | 493   | 17,41 / 100,00  | 1,01  |
|                         | Partido Popular                | 227   | 8,02 / 100,00   | 4,85  |
|                         | PCTP/MRPP                      | 92    | 3,25 / 100,00   | 0,55  |
|                         | Outros                         | 57    | 2,02 / 100,00   |       |
| Votos Inválidos         | Votos Inválidos                | 56    | 1,98 / 100,00   | 0,71  |
| Total                   | Total                          | 2 832 | 100,00 / 100,00 |       |
| Eleitorado/Participação | Eleitorado/Participação        | 3 900 | 72,62 / 100,00  | 1,96  |

### Arronches
| Partido                 | Partido                        | Votos | %               | +/-   |
| ----------------------- | ------------------------------ | ----- | --------------- | ----- |
|                         | Partido Socialista             | 1 214 | 53,04 / 100,00  | 15,84 |
|                         | Partido Social Democrata       | 577   | 25,21 / 100,00  | 14,24 |
|                         | Coligação Democrática Unitária | 268   | 11,71 / 100,00  | 1,11  |
|                         | Partido Popular                | 123   | 5,37 / 100,00   | 2,34  |
|                         | PCTP/MRPP                      | 37    | 1,62 / 100,00   | 0,39  |
|                         | Outros                         | 31    | 1,36 / 100,00   |       |
| Votos Inválidos         | Votos Inválidos                | 39    | 1,70 / 100,00   | 0,92  |
| Total                   | Total                          | 2 289 | 100,00 / 100,00 |       |
| Eleitorado/Participação | Eleitorado/Participação        | 3 343 | 68,47 / 100,00  | 1,63  |

### Avis
| Partido                 | Partido                        | Votos | %               | +/-  |
| ----------------------- | ------------------------------ | ----- | --------------- | ---- |
|                         | Coligação Democrática Unitária | 1 613 | 43,97 / 100,00  | 0,76 |
|                         | Partido Socialista             | 1 128 | 30,75 / 100,00  | 9,72 |
|                         | Partido Social Democrata       | 621   | 16,93 / 100,00  | 9,48 |
|                         | Partido Popular                | 112   | 3,05 / 100,00   | 1,67 |
|                         | PCTP/MRPP                      | 82    | 2,24 / 100,00   | 0,68 |
|                         | Outros                         | 50    | 1,36 / 100,00   |      |
| Votos Inválidos         | Votos Inválidos                | 62    | 1,69 / 100,00   | 0,23 |
| Total                   | Total                          | 3 668 | 100,00 / 100,00 |      |
| Eleitorado/Participação | Eleitorado/Participação        | 4 642 | 79,02 / 100,00  | 2,24 |

### Campo Maior
| Partido                 | Partido                        | Votos | %               | +/-   |
| ----------------------- | ------------------------------ | ----- | --------------- | ----- |
|                         | Partido Socialista             | 2 629 | 52,76 / 100,00  | 12,68 |
|                         | Coligação Democrática Unitária | 1 278 | 25,65 / 100,00  | 2,46  |
|                         | Partido Social Democrata       | 661   | 13,27 / 100,00  | 9,38  |
|                         | Partido Popular                | 161   | 3,23 / 100,00   | 1,30  |
|                         | PCTP/MRPP                      | 104   | 2,09 / 100,00   | 0,24  |
|                         | Outros                         | 65    | 1,30 / 100,00   |       |
| Votos Inválidos         | Votos Inválidos                | 85    | 1,70 / 100,00   | 0,66  |
| Total                   | Total                          | 4 983 | 100,00 / 100,00 |       |
| Eleitorado/Participação | Eleitorado/Participação        | 7 152 | 69,67 / 100,00  | 1,39  |

### Castelo de Vide
| Partido                 | Partido                        | Votos | %               | +/-   |
| ----------------------- | ------------------------------ | ----- | --------------- | ----- |
|                         | Partido Socialista             | 1 378 | 53,87 / 100,00  | 19,00 |
|                         | Partido Social Democrata       | 625   | 24,43 / 100,00  | 17,00 |
|                         | Coligação Democrática Unitária | 194   | 7,58 / 100,00   | 0,51  |
|                         | Partido Popular                | 180   | 7,04 / 100,00   | 3,15  |
|                         | PCTP/MRPP                      | 53    | 2,07 / 100,00   | 0,03  |
|                         | União Democrática Popular      | 26    | 1,02 / 100,00   | -     |
|                         | Outros                         | 34    | 1,33 / 100,00   |       |
| Votos Inválidos         | Votos Inválidos                | 68    | 2,65 / 100,00   | 0,93  |
| Total                   | Total                          | 2 558 | 100,00 / 100,00 |       |
| Eleitorado/Participação | Eleitorado/Participação        | 3 510 | 72,88 / 100,00  | 0,23  |

### Crato
| Partido                 | Partido                        | Votos | %               | +/-   |
| ----------------------- | ------------------------------ | ----- | --------------- | ----- |
|                         | Partido Socialista             | 1 507 | 48,85 / 100,00  | 11,53 |
|                         | Coligação Democrática Unitária | 596   | 19,32 / 100,00  | 2,99  |
|                         | Partido Social Democrata       | 531   | 17,21 / 100,00  | 16,25 |
|                         | Partido Popular                | 178   | 5,77 / 100,00   | 3,06  |
|                         | PCTP/MRPP                      | 108   | 3,50 / 100,00   | 1,48  |
|                         | União Democrática Popular      | 47    | 1,52 / 100,00   | -     |
|                         | Outros                         | 39    | 1,26 / 100,00   |       |
| Votos Inválidos         | Votos Inválidos                | 79    | 2,56 / 100,00   | 0,12  |
| Total                   | Total                          | 3 085 | 100,00 / 100,00 |       |
| Eleitorado/Participação | Eleitorado/Participação        | 4 315 | 71,49 / 100,00  | 3,23  |

### Elvas
| Partido                 | Partido                        | Votos  | %               | +/-   |
| ----------------------- | ------------------------------ | ------ | --------------- | ----- |
|                         | Partido Socialista             | 7 882  | 57,98 / 100,00  | 23,51 |
|                         | Partido Social Democrata       | 2 912  | 21,42 / 100,00  | 19,21 |
|                         | Partido Popular                | 1 154  | 8,49 / 100,00   | 4,25  |
|                         | Coligação Democrática Unitária | 969    | 7,13 / 100,00   | 2,08  |
|                         | PCTP/MRPP                      | 199    | 1,46 / 100,00   | 0,10  |
|                         | Outros                         | 251    | 1,84 / 100,00   |       |
| Votos Inválidos         | Votos Inválidos                | 228    | 1,67 / 100,00   | 0,40  |
| Total                   | Total                          | 13 595 | 100,00 / 100,00 |       |
| Eleitorado/Participação | Eleitorado/Participação        | 20 180 | 67,37 / 100,00  | 1,42  |

### Fronteira
| Partido                 | Partido                        | Votos | %               | +/-   |
| ----------------------- | ------------------------------ | ----- | --------------- | ----- |
|                         | Partido Socialista             | 1 364 | 50,59 / 100,00  | 17,27 |
|                         | Partido Social Democrata       | 657   | 24,37 / 100,00  | 14,58 |
|                         | Coligação Democrática Unitária | 351   | 13,02 / 100,00  | 2,21  |
|                         | Partido Popular                | 164   | 6,08 / 100,00   | 2,00  |
|                         | PCTP/MRPP                      | 55    | 2,04 / 100,00   | 0,34  |
|                         | Outros                         | 39    | 1,44 / 100,00   |       |
| Votos Inválidos         | Votos Inválidos                | 66    | 2,44 / 100,00   | 0,27  |
| Total                   | Total                          | 2 696 | 100,00 / 100,00 |       |
| Eleitorado/Participação | Eleitorado/Participação        | 3 552 | 75,90 / 100,00  | 1,13  |

### Gavião
| Partido                 | Partido                        | Votos | %               | +/-   |
| ----------------------- | ------------------------------ | ----- | --------------- | ----- |
|                         | Partido Socialista             | 2 270 | 62,09 / 100,00  | 16,84 |
|                         | Partido Social Democrata       | 647   | 17,70 / 100,00  | 13,38 |
|                         | Coligação Democrática Unitária | 360   | 9,85 / 100,00   | 0,96  |
|                         | Partido Popular                | 140   | 3,83 / 100,00   | 2,12  |
|                         | PCTP/MRPP                      | 63    | 1,72 / 100,00   | 0,39  |
|                         | União Democrática Popular      | 45    | 1,23 / 100,00   | -     |
|                         | Outros                         | 46    | 1,26 / 100,00   |       |
| Votos Inválidos         | Votos Inválidos                | 85    | 2,32 / 100,00   | 0,21  |
| Total                   | Total                          | 3 656 | 100,00 / 100,00 |       |
| Eleitorado/Participação | Eleitorado/Participação        | 5 263 | 69,47 / 100,00  | 0,84  |

### Marvão
| Partido                 | Partido                           | Votos | %               | +/-   |
| ----------------------- | --------------------------------- | ----- | --------------- | ----- |
|                         | Partido Socialista                | 1 392 | 50,91 / 100,00  | 18,82 |
|                         | Partido Social Democrata          | 804   | 29,41 / 100,00  | 22,07 |
|                         | Partido Popular                   | 257   | 9,40 / 100,00   | 5,59  |
|                         | Coligação Democrática Unitária    | 79    | 2,89 / 100,00   | 0,35  |
|                         | PCTP/MRPP                         | 37    | 1,35 / 100,00   | 0,27  |
|                         | Partido da Solidariedade Nacional | 33    | 1,21 / 100,00   | 0,68  |
|                         | Outros                            | 49    | 1,79 / 100,00   |       |
| Votos Inválidos         | Votos Inválidos                   | 83    | 3,03 / 100,00   | 0,26  |
| Total                   | Total                             | 2 734 | 100,00 / 100,00 |       |
| Eleitorado/Participação | Eleitorado/Participação           | 4 066 | 67,24 / 100,00  | 3,08  |

### Monforte
| Partido                 | Partido                        | Votos | %               | +/-   |
| ----------------------- | ------------------------------ | ----- | --------------- | ----- |
|                         | Partido Socialista             | 1 156 | 52,28 / 100,00  | 21,47 |
|                         | Partido Social Democrata       | 378   | 17,10 / 100,00  | 18,85 |
|                         | Coligação Democrática Unitária | 337   | 15,24 / 100,00  | 0,59  |
|                         | Partido Popular                | 167   | 7,55 / 100,00   | 2,77  |
|                         | PCTP/MRPP                      | 70    | 3,17 / 100,00   | 0,69  |
|                         | Outros                         | 52    | 2,35 / 100,00   |       |
| Votos Inválidos         | Votos Inválidos                | 51    | 2,30 / 100,00   | 0,13  |
| Total                   | Total                          | 2 211 | 100,00 / 100,00 |       |
| Eleitorado/Participação | Eleitorado/Participação        | 3 236 | 68,33 / 100,00  | 1,97  |

### Nisa
| Partido                 | Partido                        | Votos | %               | +/-   |
| ----------------------- | ------------------------------ | ----- | --------------- | ----- |
|                         | Partido Socialista             | 3 285 | 52,64 / 100,00  | 19,84 |
|                         | Partido Social Democrata       | 1 559 | 24,98 / 100,00  | 16,15 |
|                         | Coligação Democrática Unitária | 645   | 10,33 / 100,00  | 2,05  |
|                         | Partido Popular                | 323   | 5,18 / 100,00   | 1,61  |
|                         | PCTP/MRPP                      | 140   | 2,24 / 100,00   | 0,22  |
|                         | União Democrática Popular      | 71    | 1,14 / 100,00   | -     |
|                         | Outros                         | 87    | 1,40 / 100,00   |       |
| Votos Inválidos         | Votos Inválidos                | 131   | 2,10 / 100,00   | 0,59  |
| Total                   | Total                          | 6 241 | 100,00 / 100,00 |       |
| Eleitorado/Participação | Eleitorado/Participação        | 8 770 | 71,16 / 100,00  | 0,91  |

### Ponte de Sôr
| Partido                 | Partido                        | Votos  | %               | +/-   |
| ----------------------- | ------------------------------ | ------ | --------------- | ----- |
|                         | Partido Socialista             | 4 552  | 42,00 / 100,00  | 14,31 |
|                         | Coligação Democrática Unitária | 2 617  | 24,15 / 100,00  | 0,72  |
|                         | Partido Social Democrata       | 2 334  | 21,54 / 100,00  | 12,95 |
|                         | Partido Popular                | 567    | 5,23 / 100,00   | 2,23  |
|                         | PCTP/MRPP                      | 310    | 2,86 / 100,00   | 0,27  |
|                         | União Democrática Popular      | 121    | 1,12 / 100,00   | -     |
|                         | Outros                         | 143    | 1,32 / 100,00   |       |
| Votos Inválidos         | Votos Inválidos                | 193    | 1,78 / 100,00   | 0,52  |
| Total                   | Total                          | 10 837 | 100,00 / 100,00 |       |
| Eleitorado/Participação | Eleitorado/Participação        | 16 194 | 66,92 / 100,00  | 2,32  |

### Portalegre
| Partido                 | Partido                        | Votos  | %               | +/-   |
| ----------------------- | ------------------------------ | ------ | --------------- | ----- |
|                         | Partido Socialista             | 8 802  | 52,46 / 100,00  | 14,58 |
|                         | Partido Social Democrata       | 4 970  | 29,62 / 100,00  | 16,28 |
|                         | Partido Popular                | 1 242  | 7,40 / 100,00   | 3,93  |
|                         | Coligação Democrática Unitária | 1 051  | 6,26 / 100,00   | 0,53  |
|                         | Outros                         | 386    | 2,30 / 100,00   |       |
| Votos Inválidos         | Votos Inválidos                | 326    | 1,94 / 100,00   | 0,35  |
| Total                   | Total                          | 16 777 | 100,00 / 100,00 |       |
| Eleitorado/Participação | Eleitorado/Participação        | 23 204 | 72,30 / 100,00  | 2,40  |

### Sousel
| Partido                 | Partido                        | Votos | %               | +/-   |
| ----------------------- | ------------------------------ | ----- | --------------- | ----- |
|                         | Partido Socialista             | 1 746 | 42,74 / 100,00  | 18,85 |
|                         | Partido Social Democrata       | 1 283 | 31,41 / 100,00  | 13,19 |
|                         | Coligação Democrática Unitária | 628   | 15,37 / 100,00  | 4,81  |
|                         | Partido Popular                | 186   | 4,55 / 100,00   | 1,59  |
|                         | PCTP/MRPP                      | 84    | 2,06 / 100,00   | 0,32  |
|                         | Outros                         | 76    | 1,86 / 100,00   |       |
| Votos Inválidos         | Votos Inválidos                | 82    | 2,01 / 100,00   | 0,41  |
| Total                   | Total                          | 4 085 | 100,00 / 100,00 |       |
| Eleitorado/Participação | Eleitorado/Participação        | 5 437 | 75,13 / 100,00  | 0,86  |